# Broker
Broker je ovlaštena osoba koja posreduje između kupca i prodavatelja, često u zamjenu za naknadu (proviziju). 
Broker se bavi u pravilu profesionalno posredovanjem pri kupnji i prodaji robe, vrijednosnih papira, usluga, osiguranja. Burzovni posrednici trguju i registriraju usmenu suglasnost brokera kupca i prodavatelja za sklapanje dogovora.

## Licenciranje burzovnih posrednika
SAD
U SAD-u burzovni brokeri su licencirani od strane U.S. Securities and Exchange Commission (Američka Komisija za vrijednosne papire i burze) i Financial Industry Regulatory Authority (Regulatorni organ za financijsku industriju). Brokerske tvrtke također podliježu lokalnim pravilima jurisdikcije, koja se mogu razlikovati od države do države. Zajedničko za sve američke savezne države je uskraćivanje licence brokerskoj tvrtki koja pruža CFD trgovanje uz financijsku polugu. Ovo jedinstvo je zbog činjenice da 76% računa maloprodajnih investitora gubi novac pri trgovanju CFD-ovima.
Ujedinjeno Kraljevstvo
U Velikoj Britaniji, burzovni brokeri moraju biti obučeni kako bi ih priznao Financial Conduct Authority (Financijski upravni organ). Licenca brokera može se provjeriti u Financial Services Register (Registru financijskih usluga).
Francuska
Nakon donošenja zakona o modernizaciji financijske djelatnosti iz 1996. godine, investicijske tvrtke su zamijenile burzovne posrednike.